# Le Tour des Jardins
Le Tour des Jardins is een rondrit in oldtimers in het Nederlandse familiepretpark Walibi Holland in Biddinghuizen.

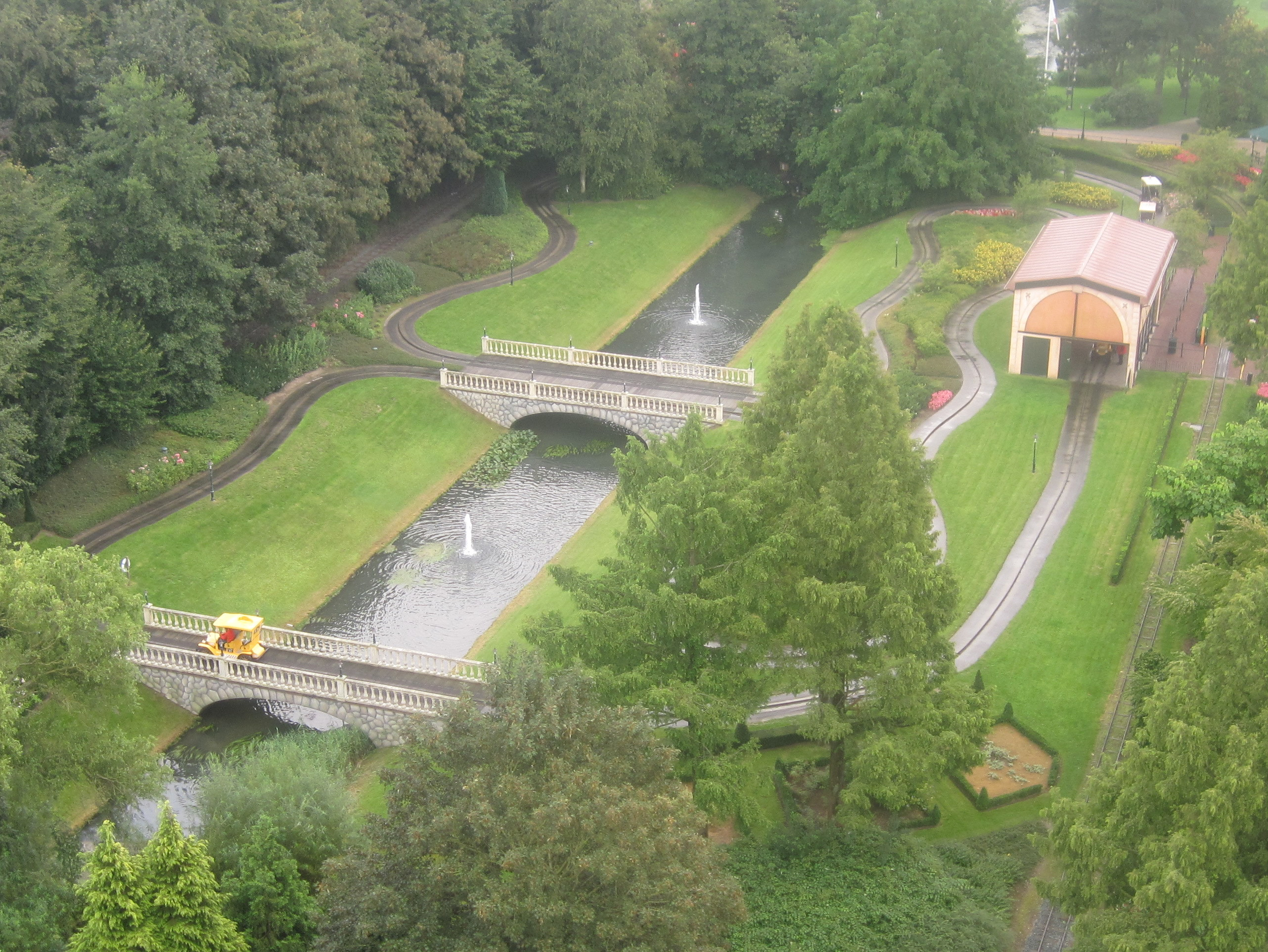
Het parcours dat de wagentjes afleggen

## Algemeen
Le Tour des Jardins is gebouwd in 2000 door Chance Rides in opdracht van Six Flags.
De attractie is gelegen in het themagebied Main Street. Vroeger kon er in elk wagentje gestuurd en getoeterd worden. Tegenwoordig kan dit niet meer. 
Afbeeldingen · Lijst van attracties